# David Ritschard
David Erik Ritschard (Huddinge församling, 8 febbraio 1989) è un cantante svedese.

## Biografia
David Ritschard ha conseguito il suo primo ingresso nella Sverigetopplistan col secondo album in studio Blåbärskungen, finito al 45º posto della classifica e candidato per un premio Grammis.
Detta har hänt (2023), anch'esso candidato per un Grammis, si è fermato alla 30ª posizione della graduatoria LP svedese.

## Discografia

### Album in studio
- 2019 – Brobrännaren
- 2021 – Blåbärskungen
- 2023 – Detta har hänt

### EP
- 2022 – Rockbotten

### Singoli
- 2018 – När jag ser en bro
- 2019 – Kanske kunna leva (med mig själv)
- 2019 – Fånga gårdagen
- 2019 – Röd
- 2020 – Vi ses snart igen (con Magnus Carlson)
- 2020 – Getå (con Rebecka Sandberg)
- 2020 – Behöver en vinst/En dag blir man sjuk
- 2020 – Jul utan dig (con Jenny Almsenius)
- 2021 – När du reser dig
- 2021 – Än går det vågor (con Frida Hyvönen)
- 2021 – Sverigerocken
- 2021 – Sockenplan Revisited
- 2022 – Triumfera (con Lisa Ekdahl)
- 2022 – Nya slussen
- 2023 – Jills veranda Nashville (con Jill Johnson)
- 2023 – Vid roines strand
- 2023 – Duplantis blues
- 2024 – Hänga tvätt (con Mira Ray)